# Tröbigau
Tröbigau (sorbiska: Trjechow) är en Ortsteil i Gemeinde Schmölln-Putzkau i Landkreis Bautzen i östra Sachsen i Tyskland. I Tröbigau bor omkring 300 människor.

## Geografi
Tröbigau hör till landskapet Oberlausitz. Närmaste stad är Bischofswerda med omkring 7 km. Till Landkreisens huvudstad Bautzen är det omkring 16 km, till delstaten Sachsens huvudstad Dresden är det omkring 4 mil, och till Tysklands huvudstad Berlin omkring 22 mil, till Tjeckiens huvudstad Prag bara 16 mil.  Distansen till gränsen till Tjeckien är 2 mil och till Polen 6 mil. 
I Tröbigaus område ligger källan till älven Schwarzwasser (svarta vattnet). Byn ligger i bergsområdet Lausitzer Bergland och är omgiven av de följande höjderna:
- Hoher Hahn ("Höga Tuppen") - 446 m
- Spitzberg ("Spetsberget") - 385 m
- Oberhofberg ("Övre Gårdsberget") - 341
- Klosterberg ("Klosterberget") - 394 m
- Tröbigauer Berg ("Tröbigaus Berg") - 401 m
- Butterberg ("Smörberget") - 388 m